# I Medici
I Medici (Els Mèdici) és una òpera en quatre actes composta per Ruggero Leoncavallo sobre un llibret italià del mateix compositor, basat en Stanze de Poliziano. S'estrenà al Teatro Dal Verme de Milà el 10 de novembre de 1893.
Musicalment, s'aprecia una calara influència wagneriana. Es tracta en realitat de la primera part d'un tríptic titulat Crepusculum. La trilogia de Leoncavallo havia d'incloure el següent:
- I Medici
- Savonarola
- Cesare Borja

Només va compondre la primera, i Leoncavallo va definir aquest Crepusculum inacabat com una epopeia nacional i filosòfica per la glòria de Florència i el Renaixement italià.

## Representacions
Sanzogno va organitzar l'estrena de I Medici a Milà el 1893, que en un principi va ser reeixida però, maltractada pels crítics, va tenir molt poques produccions.

## Repartiment estrena

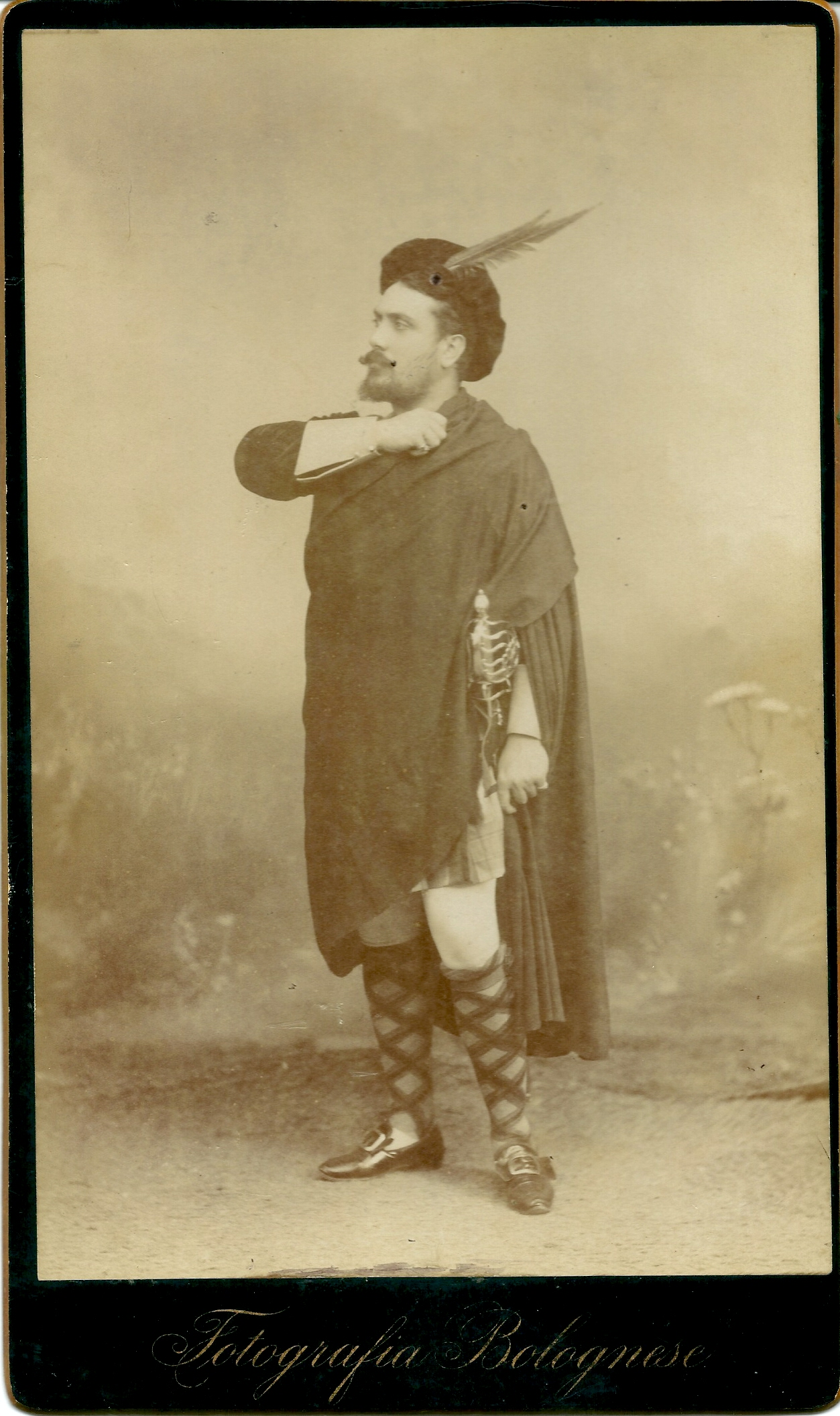
Francesco Tamagno

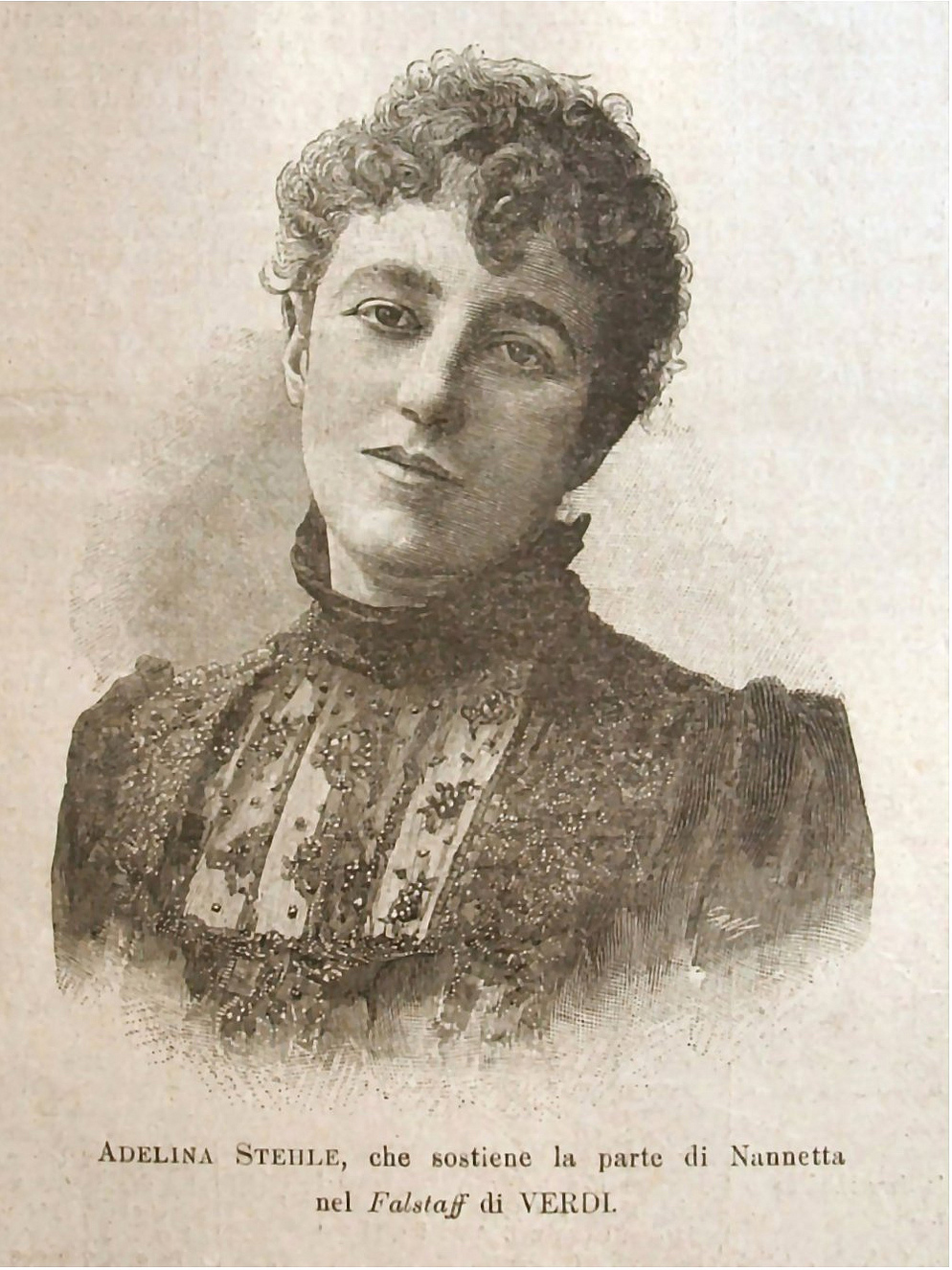
Adelina Stehle

| Rol                         | Veu                | Elenc estrena 9 de novembre de 1893 (Director: Rodolfo Ferrari) |
| --------------------------- | ------------------ | --------------------------------------------------------------- |
| Giuliano de' Medici         | tenor              | Francesco Tamagno                                               |
| Lorenzo de' Medici          | baríton            | Ottorino Beltrami                                               |
| Simonetta Cattanei          | soprano lirico     | Adelina Stehle-Garbin                                           |
| Fioretta de' Gori           | soprano drammatico | Adele Gini Pizzorni                                             |
| Giambattista da Montesecco  | baix               | Giovanni Scarneo                                                |
| Francesco Pazzi             | baix               | Ludovico Contini                                                |
| Bernardo Bandini Baroncelli | tenor              | Giovanni Pagliano                                               |
| Il Poliziano                | baríton            | Vittorio Bellati                                                |
| Arquebisbe Salviati         | bass               | Gaetano Biancardi                                               |
| Mare de Simonetta           | mezzosoprano       | Federica Casali                                                 |

## Argument
L'òpera està ambientada a la Itàlia del Renaixement i es refereix a intrigues que se centren al voltant de la família Mèdici. Julià de Mèdici estima Simonetta Cattanei, qui intenta advertir-lo que hi ha una conspiració contra la seva família. Però ella és morta per Montesecco, un assassí contractat pel papa Sixte V. Julià resulta mort pels conspiradors, però Lorenzo de Mèdici s'escapa amb l'ajuda del poeta Poliziano. Després guanya el suport del seu poble, que linxa als conspiradors.

## Enregistraments
- 2007: Alberto Veronesi. Plácido Domingo (Giuliano de’ Medici), Carlos Álvarez (Lorenzo de’ Medici), Daniela Dessì (Simonetta Cattanei), Renata Lamanda (Fioretta de’ Gori), Cor i orquestra del Maggio Musicale Fiorentino, DGG 477 7456